# Jacques Neirynck
Jacques Neirynck (Uccle, 17 agosto 1931 – Ecublens, 25 luglio 2025) è stato un ingegnere elettrotecnico e politico belga naturalizzato svizzero.

## Biografia
Dopo avere conseguito nel 1954 la laurea di ingegnere elettrico all'università cattolica di Lovanio, lavora in Belgio nell'estrazione mineraria fino al 1957. Nel 1958 consegue il dottorato in scienze applicate dalla stessa università. Si trasferisce in Zaire come professore di elettronica e teoria dei circuiti all'università di Léopoldville, l'odierna Kinshasa, fino al 1963; rientra in Belgio come capo del gruppo di matematica applicata, poi come direttore aggiunto del laboratorio di ricerca, e nel 1970 diventa direttore tecnico al laboratorio della Philips.
Nel 1972 viene nominato professore della scuola politecnica federale di Losanna, nella sezione di elettricità, alla cattedra di Circuiti e Sistemi. Partecipa regolarmente alla trasmissione televisiva "A bon entendeur" di Catherine Wahli sul canale della svizzera romanda. Nel 1982 viene eletto Fellow of the Institute of Electrical and Electronics Engineers a New York.  Assume la direzione del Traité d'électricité, opera in 22 volumi che si vede attribuire il Prix Denzler nel 1984.
Jacques Neirynck è autore di un centinaio di pubblicazioni scientifiche, oltre a quattro libri in francese tradotti in inglese e spagnolo. Al di fuori della mera attività scientifica, dal 1963 è uno dei promotori del movimento dei consumatori in Europa, nell'ambito del quale svolge diverse attività in Belgio, Francia e Svizzera: in quest'ultimo paese collabora regolarmente a trasmissioni radiofoniche e televisive come Microscope, A bon entendeur, e Cinq sur cinq, Ha pubblicato due libri su questo argomento: Le consommateur piégé (Il consumatore ingannato, 1973) e Le consommateur averti (Il consumatore accorto, 1979)
Politicamente, è stato eletto per quattro mandati nel Consiglio nazionale della Svizzera col Partito Popolare Democratico: dal 1999 al 2003, e dal 2007 al 2015.
Il suo primo romanzo, Et Malville explosa (E Malville esplose), scritto in collaborazione con Alex Décotte e pubblicato nel 1988, mette in scena il sito nucleare di Creys-Malville. In seguito alla chiusura nel giugno 1997 di questa centrale, pubblica una versione aggiornata del romanzo nell'agosto 1997 sotto il titolo Les Cendres de Superphénix.
Per il suo secondo romanzo, Le Manuscrit du Saint-Sépulcre (Il manoscritto del Santo Sepolcro) pubblicato nel 1994, Jacques Neirynck propone, partendo da un'inchiesta fittizia circa la datazione della Sacra Sindone di Torino, una riflessione suggestiva sul ruolo della Chiesa in un mondo mediatico e scientifico (Premio Charles Oulmont, Fondazione di Francia, 1995). A seguire L'ange dans le placard (L'angelo nell'armadietto) nel 1999 e La Prophétie du Vatican (La profezia del Vaticano) nel 2003.
Nel 2007 si cimenta con il romanzo storico-poliziesco con una serie che si svolge nella Belle Epoque e che racconta le inchieste del capitano Raoul Thibaut de Maizières. I tre volumi della serie sono pubblicati nel formato tascabile 10/18 nella collezione Grands détectives (I grandi detective).
Nel 2017 prende la difesa del controverso islamologo Ṭāriq Ramaḍān, accusato di stupro. Premettendo che è presunto innocente fino alla sentenza, Jacques Neirynck osserva che l'accusa mossa contro Tariq Ramadan potrebbe riassumersi ad una campagna di denigrazione che cercherebbe di screditare l'islam attraverso la sua persona, e afferma che promuovendo un islam pacifico e positivo, Ṭāriq Ramaḍān dà fastidio a tutti coloro che cercano di identificarlo invece con terrorismo, violenza e misoginia.
Nel 2018, nel suo saggio Le secret des Suisses - Le goût du consensus (Il segreto degli Svizzeri - il gusto del consenso), propone il concetto di acrazia, neologismo da lui coniato: sul particolare caso della Svizzera, si può studiare la prassi di una politica autentica, lontana dalle attrazioni del potere per concentrarsi sul bene comune. Si può parlare di acrazia nel senso etimologico di assenza di potere.